# Острови Нової Зеландії
Нова Зеландія складається з великої кількості островів. Острови Південний і Північний — два найбільші острови держави, за площею і населенням у кілька разів перевершують всі інші острови разом узяті. Південний острів місцеві жителі часто називають «материком», оскільки він має найбільшу площу. З малих островів найбільшим за площею є острів Стюарт, а найбільшим за населенням — острів Вейхек.
Нижче подано список з найважливіших островів Нової Зеландії:

## Головний Новозеландський ланцюг
- Анкор (Якірний острів)
- Анкоридж
- Араара
- Араканініхі
- Арапоа
- Ароха
- Бенч
- Біг-Саут-Кейп (Великий Південний Мис)
- Бразерс (острови Брати)
- Ваіхеке
- Східний (Уангаокено)
- Гоут (Ті-Мапоутахі)
- Грейт-Барр'єр (Аотеа)
- Грін (Зелений)
- Дракон
- Д'Юрвіль
- Літтл-Баррієр (Хаутур)
- Каваллі
- Капіто
- Кодфіш (Фенуахоу)
- Коо
- Кувье
- Куейла
- Макаров (острів) (Уорд)
- Мана
- Матакана
- Матіу (Соумс)
- Мод (Ті-Хоіере)
- Мер (Тухуа)
- Меркьюрі (Меркурій, Ртутний острів)
- Мокохінау
- Мотіті
- Мотукавао
- Мотуно
- Мотурата (Таїр)
- Мотутапу
- Нейт (острів)
- Нобл (Шляхетний острів)
- Алдерман
- Опен-Бей (Острови Відкритої Бухти)
- Перл (Перлинний)
- Пону
- Пур-Найтс (острів Бідний Лицар)
- Портленд
- Поурева
- Ракіно
- Рангітото
- Резольюшен
- Руапуке
- Реббіт (Кролячий острів)
- Північний острів
- Секретарі
- Сент-Мартін (Карантин)
- Сліппер
- Стівенс (Такапоерюа)
- Стюарт (Ракіура)
- Тірітірі-Матангі
- Тіті (Маттонбірд)
- Уайт-Айленд (Факаарі)
- Улва
- Уейл (Китовий острів)
- Фангануі
- Хен-енд-Чікенс (острови Курка і Курчата)
- чолка (острів Крейдяний)
- Південний острів

## Зовнішні острови Нової Зеландії
До Нової Зеландії відносяться також острови поза головним архіпелагом. З них тільки острови Чатем мають постійне населення, хоча багато інших раніше були також населені:
- Кермадек
  - Куртіс (острів)
  - Маколей (острів)
  - Рауль
  - Чізмен
- Соландр
- Три-Кінгс
- Чатем
  - Малий Мангер
  - Мангер
  - Мотухопе
  - Пітт (Рангіаіріа)
  - Сістерс (Ранджітейтахі)
  - Сорок-Четвертий (Мотухара)
  - Чатем
  - Південно-Східний (Рангатіра)

Наступні субантарктичні острови входять до списку Світової спадщини ЮНЕСКО:
- Антиподів
- Баунті
- Кемпбелл
  - Дент
  - Джакмарт
  - Кемпбелл
  - Фоллі
- Окленд
  - Адамс
  - Окленд
- Снарський острови

## Самоврядні території
Наступні самоврядні острови є політично залежними від Нової Зеландії, але не вважаються частиною Нової Зеландії географічно:
- Острови Кука
  - Північна група
    - Маніхики
    - Нассау
    - Тонгарева
    - Пукапука
    - Ракаханга
    - Суворов

  - Південна група
    - Аітутакі
    - Атіу
    - Мангала
    - Мануае
    - Мауке
    - Мітіаро
    - Палмерстон (іноді відносять до Північної групі)
    - Раротонга
    - Такутеа
- Ніуе
- Токелау
  - Атафу
  - Нукунону
  - Факаофо

## Територіальні претензії
Нова Зеландія також претендує на територію Росса в Антарктиді, що включає ряд островів.
- Боллені
- Кулман
- Росса
- Рузвельт
- Скотт